# Háromszögszámok
A háromszögszámoknak nevezik a matematikában azokat a számokat, amelyek előállnak az első valahány egymást követő természetes szám összegeként. A sokszögszámok közé tartoznak. Nevüket onnan nyerték, hogy kavicsokkal vagy más módon kirakva őket, szabályos háromszög alakba rendezhetőek:
| 1 |  | 3         |  | 6                     |  | 10                                    |
| - |  | --------- |  | --------------------- |  | ------------------------------------- |
| * |  | * · * · * |  | * · * · * · * · * · * |  | * · * · * · * · * · * · * · * · * · * |

Formálisan kifejezve a háromszögszámok az 1+2+3+…+(n-1)+n = {\displaystyle \textstyle \sum _{i=1}^{n}i} alakban felírható számok. A számtani sorozat összegképletét felhasználva explicit képlet adható az n-edik háromszögszámra: {\displaystyle \textstyle \sum _{i=1}^{n}i=\textstyle {\frac {n(n+1)}{2}}}

## A sorozat eleje
1, 3, 6, 10, 15, 21, 28, 36, 45, 55, 66, 78, 91, 105, 120, 136, 153, 171, 190, 210, 231, 253, 276, 300, 325, 351, 378, 406, 435, 465, 496, 528, 561, 595, 630, 666, 703, 741, 780, 820, 861, 903, 946, 990, 1035, 1081, 1128, 1176, 1225, 1275, 1326, 1378, 1431 (A000217 sorozat az OEIS-ben)

## Tulajdonságok
- Minden páros tökéletes szám háromszögszám.

- A háromszögszámok reciprokainak összege konvergens, határértéke 2:

{\displaystyle \!\ \sum _{n=1}^{\infty }{1 \over {{n^{2}+n} \over 2}}=2\sum _{n=1}^{\infty }{1 \over {n^{2}+n}}=2.}
ami a teleszkopikus összeg segítségével mutatható meg:
{\displaystyle \!\ \sum _{n=1}^{\infty }{1 \over {n(n+1)}}=\sum _{n=1}^{\infty }\left({\frac {1}{n}}-{\frac {1}{n+1}}\right)=1}
- Carl Friedrich Gauss fedezte fel 1796-ban, hogy minden pozitív egész felírható legfeljebb három háromszögszám összegeként, melyet a naplójában a következőképpen jegyzett fel: „Heureka! num= Δ + Δ + Δ.”
- Két egymás utáni háromszögszám összege négyzetszám.

## Előfordulások
- Az ikozaéder egy lapjának csúcsait a közepével összekötve egy gúla élvázát kapjuk. A dodekaéderekből megépített Almássy-féle ikozaéder sorozat ilyen gúlájában a nagygömb- és a csillagrétegek felváltva követik egymást. A gúla egymást követő rétegeiben az alakzatok száma a háromszögszámok sorozata szerint növekszik (1 csillag, 3 nagygömb, 6 csillag, ...).